# 石の花 (坂口尚の漫画)
『石の花』（いしのはな）は、坂口尚による日本の漫画。第二次世界大戦時、ナチス・ドイツの侵攻を受けたユーゴスラビアを舞台にした「戦争大河」作品で、極限状況にありながら理想を求める若者の生き方を描く。坂口の代表作である。

## 沿革
『石の花』は、『コミックトム』で1983年3月号から1986年8月号まで連載し、版元の潮出版社から単行本全6巻（希望コミックス）が刊行された。
当時の担当編集者は、坂口に「抵抗する側からの戦争漫画」のテーマを提案したところ、ユーゴスラビアのパルチザン闘争を提示され、「巨大なものに立ち向かう側からの戦争の意味と、人間の尊厳を描き出そうと、ナチスドイツに対する抵抗運動を素材にすることになりました」と述べている。編集担当者は、日本人にはなじみが薄い「第二次世界大戦下のユーゴスラビア」が舞台であるため、当初は不安を感じていたという。
その後、全体に大幅な加筆を加え、新潮社で『新版・石の花』（全5巻、1988年）として刊行された。この新版は、著者没後に講談社で、文庫版（全5巻、1996年）や愛蔵版（全4巻、2003年）でも刊行された。
1990年代にはフランスでも出版され、2022年にもフランス語の新装版が刊行された。
2022年1月から2月にかけては、新潮社版を底本として再編集された新版がKADOKAWAから刊行された。この新版はそれまでに発行された単行本の中で最も大きいサイズである他、最終第5巻には本作の原点とも言える坂口作画によるユーゴスラビア製映画『抵抗の詩』（原題：Krvava bajka、英題：A Bloody Tale）のコミカライズ作品「抵抗の詩 第一部」「抵抗の詩 第二部」（『まんが王』1970年8月号・9月号掲載）が単行本初収録されている。
2023年、本作品に対してフランス・アングレーム国際漫画祭の「遺産賞」が贈られた。
さいたま市のNPO法人マンガ作品保存会MOMは、「坂口尚オフィシャルサイト午后の風」を運営している「一般社団法人作品保存会午后の風」と連携し、保管されている「石の花」を含め1万枚近い原画の修復、デジタル化を進めている。

## あらすじ
物語は1941年から1945年5月までのユーゴスラビアをクリロとフィーの体験を通して描いている。なお潮出版社版により作成している。
侵攻前夜
1941年、ユーゴスラビア王国のスロベニア地方東部のダーナス村に新任のフンベルバルディンク先生が中学校の臨時教員としてやってきた。フンベルバルディンク先生はクリロとフィーに突然変異を例に挙げて「力と運命」の話を始め、「人間は現実の時間を歩きながら、頭の中で時を戻ったり、先に進んだりすることができる。この空想の力は人間だけに与えられたものだ」と語る。
首都ベオグラードで三国同盟に加入した政府を軍の将校たちが倒すクーデターが発生する。クリロの兄イヴァンたちは酒場で気勢を上げるが、クリロの父はイヴァン対して「この国はわしら多くの貧しい農民が大昔から天候と闘いつづけ耕し育ててきたんだ。一握りの政治家でも革命家連中でもない」と話す。
枢軸国軍の侵攻
生徒たちはフンベルバルディング先生に引率されてポストイナ鍾乳洞を見学する。巨大な鍾乳洞の中をトロッコ列車で奥に向かい、巨大石柱のある空間に出る。フィーは思わず「まるで花のようだわ、石でできた花」とつぶやく。先生は「これは石の花じゃない、花に見えているのは僕たちのまなざしなんだよ」と語る。
村に戻る途中で生徒たちは突如来襲したドイツ軍機に銃撃され、クリロだけが逃げ延びる。出発が遅れたフンベルバルディング先生とフィーは難を逃れる。ダーナス村はすでにドイツ軍に制圧されており、クリロは山中に逃げ込む。フィーはドイツ軍に捕らえられ、他の村人と一緒に強制収容所に送られる。
強制収容所
強制収容所では労働に耐えられる者、耐えられない者に区分され、後者には死が待っていた。フィーたちは丸刈りにされ、消毒され、番号で呼ばれるようになる。収容所を管理するマイスナー親衛隊大佐は、亡き妹と瓜二つのフィーを屋敷に連れてきて、きれいな服を着せ、長い髪のかつらを使用させ、マリーネと呼んで大切に扱う。
クリロとイヴァン
クリロはミントのつてで、イヴァンの恋人とされるミルカに会い、彼がドイツ軍に捕まったと聞かされる。クリロはイヴァンと近いブランコの反独ゲリラに志願する。イヴァンはドイツ軍情報局将校のエルケを連絡係としてスパイ活動（実は二重スパイ）を開始する。そんな中でドイツのソ連侵攻が始まる。
再会
クリロはマイスナーの屋敷に侵入し、フィーに再会、級友がすべて殺害されたこと、ダーナスの人々も多くが殺害されたことを伝える。脱出に失敗し二人は捕まり、マイスナーの前で尋問される。クリロという名前からマイスナーはイヴァンの弟であることを知り、クリロを地下室に監禁する。
マイスナーの屋敷でクリロはイヴァンと再会し、マイスナーとイヴァンが7歳までドイツで一緒に学んだ仲であること、イヴァンにはドイツ人の血が流れていることを知らされる。イヴァンはクリロとは兄弟ではなく従兄弟であること、ドイツのために誇りをもって働いていることを打ち明け、クリロは怒りをぶちまける。
イヴァンはクリロの助命を嘆願するが聞き入られず、自らクリロを撃ち、川に転落する。マイスナーはそれが芝居であることを見抜きながらも、コスモポリタンを夢見るイヴァンを放置する。マイスナーはイヴァンが人を信じすぎるが、自分は信じないだけだと説明する。
二つの幻
生き延びたクリロは森の中を逃げ惑い、昼間の森で、夜の森で弱肉強食という自然の冷たい掟を目の当たりにし、一見平和に見える森は幻であることを学ぶ。クリロが死んだと知らされたフィーはふさぎ込み、戦争の現実が幻であることを自分に言い聞かせようとする。
クリロは出会ったユダヤ教徒のイザークが、戒律により人を殺すことができないのを知る。それは、やられたらやり返すというクリロの持っていた力の論理とは異質なものであった。ミルカはクリロからイヴァンがドイツのスパイであることを知り、ショックを受け、ゲリラ部隊から離脱する。
ユーゴ政府資金とモルトヴィッチ
フィーは屋敷を抜け出し、走ってくる車に飛び込んで重体となる。フィーは病院に運ばれ、一命をとりとめたが目の怪我で失明の危険性が出た。看護師から紅いバラのお見舞いがあったと聞き、花瓶をたたき落とし、捨てるよう叫ぶ。包帯が外されても何も見えないが、フィーはこれでいい、なにも見たくないと叫ぶ。
エルケは、情報局主任からドイツ侵攻前にユーゴ政府が保管していた巨額の資金（金塊）が行方不明となっており、それにモルトヴィッチという男が関与していると聞かされる。エルケはこの資金が反乱ゲリラやパルチザンに流れることを阻止する任務を命じられ、イヴァンと連絡をとる。
最初の殺人
ドイツ軍の無差別攻撃を受け、ブランコのゲリラ部隊は山中に退避する。ブランコはミルカとクリロの会話を聞いており、クリロに「おまえがなにを見たとしてもイヴァンを信じろ」と助言する。
放浪の末、ゲリラ部隊はパルチザンに合流する。キャンプ中の部隊はスパイの手引きでドイツ軍の攻撃を受け、半数以上が殺傷される。その中でもイザークはユダヤ人ということで差別される。クリロは部隊の中にドイツ軍に密告しようとしたスパイがいる事に気づき、これを射殺。ついに人を殺してしまった事にひどく落ち込む。
内戦
パルチザンの破壊活動に手を焼いたマイスナーは、殺害されたドイツ兵1人に対して住民100人を殺害するという恐怖の報復作戦を実行する。セルビアでは男性6,000人、その翌日には7,000人が殺害された。
ザグレブではロマの人々が住民たちからつるし上げられていた。止めようとするクリロに対して、ブランコは「権力の尻馬に乗って弱い者いじめをする奴らだ、どこにでもいるもんだ」と諭すが、クリロは突っ込み乱闘となる。
イギリスの支援を受けたチェトニクは、パルチザンの本拠地を襲撃し、内戦が始まる。ドイツ軍は東部戦線から1個師団を追加投入し、ゲリラに対して攻勢に出る。クリロの所属するパルチザンはソ連からの指令によりチェトニクへの反撃を停止し、より山深い地域に移動する。
マイスナーとイヴァンの議論
イヴァンとマイスナーは議論する。マイスナーは「人類のため新しい秩序が必要であり、そのためには最高指導者に従わなければならない」と説くが、イヴァンは「それこそが奴隷的な考えじゃないのか」と反論する。マイスナーはミルカの消息について話す。
エルケはモルトヴィッチの動向をつかみ、イヴァンは失業者に扮装して接触を試みる。イヴァンはドイツ軍情報局が前政権の金庫番であるモルトヴィッチを追う理由を推理し、前政権の資金の行方について知っていると結論づける。
マイスナーに接近するモルトヴィッチ
クリスマスイブにフィーは病院からマイスナーの屋敷に戻されることになる。モルトヴィッチの指示でフィーを乗せた車は襲撃され、フィーは拉致される。モルトヴィッチはギュームとしてマイスナーのところに襲撃現場で保護したということにしてフィーたちを届ける。
ギュームはマイスナーがナチス青年党機関誌に寄稿した、真紅のバラの高貴さについての論文を引き合いに出し、深い印象を与える。ギュームの目的は、マイスナーの屋敷の地下に収蔵されている多数の略奪された絵画・美術品であった。フィーは襲撃時のショックからか目が見えるようになる。
モルトヴィッチの情報
身動きのとれなくなったミントは共産党員にモルトヴィッチに関する情報を提供する。イヴァンも秘密裏に共産党員と会い、前政権の残した金塊について意見の一致をみるものの、モルトヴィッチがマイスナーに近づいた理由は不明であった。ドイツ軍情報局からは、イヴァンにイギリス行きの指令が出る。
フィーは目が見えるようになったことをマイスナーに話し、彼は素直に喜んだ。フィーはゲットーや収容所での横流しについてマイスナーから聞き、叔父のやっていることの意味を知る。
パルチザン本隊との合流
サンジャックを目指すパルチザンは、真冬の山行に難儀する。ユーゴでの内戦は続き、パルチザンの司令部は移動を続け、バルゴ大尉の部隊はようやく本隊に合流する。クリロは16歳となり、子供部隊を任されるようになる。用事でパルチザン司令部を訪れたクリロは、人民法廷でわずかミルク一杯を盗んだ兵士が死刑に処される光景を見て驚愕する。
リジェは共産主義の理想を子供たちに説くが、大人は枢軸国との戦いのため銃を取ったのであり、本来、人は神を信じ、正直に暮らすべきだと反論する。宗教のもたらす平等、共産主義思想のもたらす平等の議論は平行線となる。
ヤブヲニツァ橋の渡河作成
ドイツ、イタリア両軍の作戦網は狭められ、移動中のパルチザンが攻撃される。部隊は西のヤブヲニツァ橋を目指し、西の敵軍に反撃する。パルチザンは橋を確保し、破壊された橋を応急修理し、渡河を開始する。しかし、ドイツ空軍機により狙い撃ちにされ、この渡河作戦におけるパルチザンの犠牲者は18,000人に上った。
イギリスでイヴァンは外務官僚と会い、パルチザンへの支援の停滞理由を確認し、大陸に戻る。列車の中でフィーの叔父モーリエと出会う。闇商売で荒稼ぎしていることを自慢する彼を、イヴァンは恥知らずと面罵する。彼はモルトヴィッチがモーリエにも接近していることを知り、その謎に迫ろうとする。
再び強制収容所へ
フィーは強制収容所に戻った。そこには過酷な労働、飢餓、殴る蹴るの暴力が日常であり、フィーは極限状態において現れる人間の本性を見聞きすることになる。収容所とは、マイスナーがいみじくも言ったように「生存とは闘争そのものだ」という閉鎖社会であった。
収容所の外における生まれ、地位、財産、容姿は収容所内では意味をもたず、監視と絶望が支配する「平等な世界」がそこにある。フィーは顔にあざをもつラーナと出会い、彼女が収容所に来てはじめて他の人と対等になれたという話を聞く。ラーナは「人を蹴落とし、押し合いへしあい、あのシャバが平和だったといえる？あんな平和ならあたしは二度と望むもんか！」と吐き捨てる。
ギュームの謎の行動
イヴァンがギュームのことを探っていることは、ドイツ軍情報局の知るところとなる。彼がモルトヴィッチと同一人物であることは、共産党員にも伝えられる。ギュームとモーリエが組んで金塊を換金し、株式投資をしている情報もあるが、その理由は謎である。
ドイツ軍のパルチザンに対する攻勢が始まる。クリロもまた極限状態で人間性を保つことがいかに難しいかを知る。ドイツ軍の攻撃で多くの避難民も犠牲となり、荒れ地には一面に十字架が並ぶ。ブランコはクリロとイザークに「人間の最悪だけを見るな。人間の美しさばかりを見るな」と諭す。
スプリット港
ギュームがスプリット港から何かを船で運び出すという情報がもたらされる。その電話は盗聴され、イヴァンが二重スパイであることがドイツ軍情報局に知られ、逮捕される。ギュームはモーリエを始め、関係者を殺害して船で脱出する。
マイスナーはイヴァンと対面する。二人の議論は「力による調和」の是非となるが、マイスナーは「きみは力づくといって非難するが、きみには分かっているはずだ。民衆がそれをきらっていないことを。自ら問い、自ら悩み、自ら選ぶ自由よりある権威にしたがってしまった方が楽なのだ」という人間の側面を語る。
イヴァンは故郷の父母に手紙を書き、その中で戦争の原因は自分の中にもあったことを悔やむ。ドイツ軍情報局は彼を処刑して英雄にすることを望まず、釈放されるが、ミルカの目の前で裏切り者として共産党員にあっけなく殺害される。
ユーゴの解放
本隊とはぐれたバルゴ部隊は移動を続行するが、弾薬はもとより食料にも事欠く極限状態となる。途中でクリロは「人を殺しておいて天国になんかいけるもんか」と戦争を否定し、バルゴ大尉に殴られる。ブランコは「自分を信じ、信じられる自分になるんだ。世界中でたった一人だろうと否なら否と言い続けろ」と語る。しかし、行軍中に隊員の1人が地雷を踏み、クリロを除いた部隊の全員が死亡する。
1945年5月。ドイツが降伏し、ユーゴ全土は開放され、クリロは家に戻る。ミルカからの手紙でイヴァンの死と、彼がドイツのスパイではなかったことが分かる。クリロはイヴァンを疑った自分が情けないと泣き伏す。
町でクリロはチェトニクの協力者がリンチに遭っているのを見かけ、制止しようとするが無駄であった。クリロは「敵はドイツ兵だけではない」というブランコの言葉を思い出す。クリロは持論を理想主義と切り捨てる上官に対し、「真に平和な世界を誰一人経験していないのに、どうしてそれがダメだと言えるのか」と啖呵を切り、総司令部からの勲章の授与を拒否してそのまま除隊した。
クリロは久しぶりにポストイナ鍾乳洞を訪れる。巨大石柱のある空間でクリロは「人間には目に見えない翼がある」というフンベルバルディンク先生の言葉を思い出す。クリロはそこでフィーと再会し抱き合う。二人は思い出のプラムの木の下で、「F」のイニシャルのある帽子とプラムの種を見つける。

## 登場人物
クリロ
本編の主人公のひとり。怒りから戦いに身を投じるが、苛烈な戦場で敵味方を問わず剥き出しになる人間の本性に直面し、その衝撃と苦悩の中で、やがて人間同士が殺しあって平和を得るという事への疑問を抱くようになる。

フィー
本編の主人公のひとり。クリロの同級生。ナチスに捕らえられたが、マイスナーの亡き妹 マリーネに似ていた為に保護されるも、大人達の思惑の過酷さと良心の呵責に苛まれる日々に耐えきれず、囚人の身分に戻り、収容所の非人道的な環境のもとでの強制労働に心身をすり減らしつつも辛うじて終戦の日を迎える。

イヴァン
クリロの義兄（実際は従兄）。ザグレブで反ナチスの地下組織に加入していたが、父がドイツ人であることからドイツ進駐後にはドイツ軍情報局に身を投じる。「ヴィンター・タウゼント」という変名でロンドンでの情報収集やユーゴスラビア王室の財宝に関する調査を主とするが、彼にはもうひとつ隠された目的がある。

ブランコ
イヴァンの友人で、ゲリラ隊隊長。第一次世界大戦でも従軍した歴戦の古兵。大柄な体躯と落ち着いた物腰が印象的な「頼れる大人」であり、共産主義には与せずも、独立を回復するためパルチザンに合流する。また、次第に現実を受け入れてしまうことに悩むクリロに対して、たとえ世界中が敵になろうとも正しいと思うことを信じ続けろと諭すなど、物語全般にわたってクリロの精神的支柱となる。

ミント
ザグレブに住む男。悪意と銃撃の中をかいくぐるような危機を乗り越えながら、イヴァンを探すクリロに協力する。

マイスナー
親衛隊中佐（のち同大佐に昇進）。イヴァンの旧友。死別した妹マリーネと瓜二つのフィーを見つけ、収容所から保護するがフィーに拒絶される。品格のある者を丘の上に咲く（鋭い棘で我が身を守る）薔薇に例え、強靭な意志と力によって、品格に欠ける者の淘汰、および圧倒的な力で秩序を築き大勢の弱者に不安の払拭と安寧をもたらす思想の正当性を主張する。その奥底には、かつては裕福な貴族の家に生まれたが、第一次世界大戦敗戦に伴う革命で財産も家族も全てを失った過去を持つ。
ナチズムに身命を捧げながらも、盲目的に従っているわけでもなく、多くの美術品を戦果や収奪から守り抜こうとする側面もある。ドイツ敗戦後は生死不明となったことが言及される。

モルトヴィッチ
ユーゴスラビア王党派とされていたが、実際にはその時々の状況に応じ主義思想を目まぐるしく変えていく、バルカン政治家気質の権化とも言える怪人物。王室が国内のいずこかに隠したと言われる財宝の行方を知るとされ、ドイツ軍・ゲリラ双方が接触を試みる。初老の見た目に反して筋骨隆々の体型をしている。骨董商W・ギュームなる人物が正体であるかのような進行を見せるが、どちらがどちらを演じているのか明瞭ではなく、当の本人も取引相手を幻惑するのに有効活用したりと、最後まで謎のままである。

W・ギューム
フンベルバルディンクの行方が完全に消え去った物語中盤から登場する、骨董商を自称する謎の男。マントを纏った皺だらけの老人の風貌に、大きな鷲鼻と丸眼鏡が特徴。この世が汚れた暗黒の世界であり、ナチスはそこに輝く虹をかける存在であるとして、マイスナーと結託する。性格的にはフンベルバルディンクと対を成すキャラクターであるが、思考の柔軟性という意味では類似した人物でもあり、いわば「影のフンベルバルディンク」のような人物でもある。一見すると老人だが、その身体能力は老人どころか人間離れしており、大人の男2人を一度に抱え上げられるほどの怪力の持ち主である。モルトヴィッチとの同一性も曖昧なまま、その正体は最後まで伏せられ、戦後の平和を不気味な笑みを湛えて迎えながら、暗闇に姿を消す。

フンベルバルディンク
本編冒頭で、クリロの学校に赴任する教師。非常に柔軟な発想と独特の視点を持つ人物で、ポストイナ鍾乳洞の石筍が「石の花」に見えたことを「まなざし」と表現し、クリロとフィーの心に強い印象を残す。ドイツ軍侵攻以降は行方不明となり、その生死も定かならなくなるが、その後もクリロたちの心の中に登場する。
このほか、端役ながらチトーやハインリヒ・ヒムラーなどの実在人物が登場する。

## 書誌情報
- 坂口尚『石の花』潮出版社〈希望コミックス〉、全6巻。ISBNはない[16]。
  1. 1984年10月15日発行
  2. 1985年3月1日発行
  3. 1985年11月15日発行
  4. 1986年4月30日発行
  5. 1986年8月1日発行
  6. 1986年10月23日発行

- 坂口尚『石の花』新潮社〈新潮コミック〉、新版、全5巻[17]
  1. 「侵攻編」1988年8月発行、ISBN 4-10-603002-0
  2. 「抵抗編」1988年8月発行、ISBN 4-10-603003-9
  3. 「内乱編」1988年10月発行、ISBN 4-10-603005-5
  4. 「激戦編」1988年10月発行、ISBN 4-10-603006-3
  5. 「解放編」1988年12月発行、ISBN 4-10-603007-1

- 坂口尚『石の花』講談社〈講談社漫画文庫〉、新版、全5巻[17]
  1. 「侵攻編」1996年7月発行、ISBN 4-06-260244-X
  2. 「抵抗編」1996年7月発行、ISBN 4-06-260245-8
  3. 「内乱編」1996年7月発行、ISBN 4-06-260246-6
  4. 「激戦編」1996年8月発行、ISBN 4-06-260258-X
  5. 「解放編」1996年8月発行、ISBN 4-06-260259-8

- 坂口尚『石の花』講談社〈講談社コミックスDX〉、新版、全4巻[17]
  1. 2002年11月発行、ISBN 4-06-334633-1
  2. 2002年11月発行、ISBN 4-06-334634-X
  3. 2002年12月発行、ISBN 4-06-334646-3
  4. 2003年1月発行、ISBN 4-06-334657-9

- 坂口尚『石の花』光文社〈光文社コミック叢書SIGNAL〉、新版、全3巻[17]
  1. 2008年2月発行、ISBN 978-4-334-90148-6
  2. 2008年3月発行、ISBN 978-4-334-90149-3
  3. 2008年4月発行、ISBN 978-4-334-90150-9

- 坂口尚『石の花』KADOKAWA〈青騎士コミックス〉、新版、全5巻
  1. 2022年1月20日発売[9][18]、ISBN 978-4-04-736871-2
  2. 2022年1月20日発売[9][19]、ISBN 978-4-04-736872-9
  3. 2022年1月20日発売[9][20]、ISBN 978-4-04-736873-6
  4. 2022年2月19日発売[21]、ISBN 978-4-04-736874-3
  5. 2022年2月19日発売[22]、ISBN 978-4-04-736875-0 - 読み切り「抵抗の詩 第一部」「抵抗の詩 第二部」収録。

## 評価
- 漫画家の浦沢直樹は本作品について「物語りは骨太で、一つの主義主張に偏らず多角的に表現している。「人類は何をやっているんだ」という神の目線と、庶民の「上は何をやっているんだ」という目線を併せ持ち、表現として一級品。ずっと読まれるべき作品です」と評価している[5][6]。
- 作家の米原万里は、本書を「圧倒的に面白く」「島国のわれわれには何度聞いてもわかりづらい入り組んだ多民族国家の歴史が、手に汗握る波瀾万丈の物語と激動期に生きる人間たちの姿を通して、心と頭にしっかりと刻み込まれる」と評価している[23]。米原は感動のあまり、本書を20セット程購入し友人たちに配ったところ、それを読んだ人たちがまたあちこちに配るという連鎖反応が起きたという。その一環で本を送られた、当時外務大臣だった某政治家は、当時発生したユーゴスラビア紛争について天皇にユーゴスラビアの情勢を解説する際に非常に助かった、という。さらに、米原が聞いた話では、外務大臣のユーゴ情勢に関する知識源が『石の花』であることを知った天皇もまた、本書を取り寄せて購読した、という[23]。
- 一般社団法人マンガナイト主催の「これも学習マンガだ！世界発見プロジェクト」の戦争分野で2016年に選定されている[24]。この記事の中で作家・本山勝寛は「戦争とは何か、平和とは何か、人間とは何か、自由とは何か、本質的で普遍的な問いをこれでもかというくらい投げかけてくる。戦争マンガ、歴史マンガであると同時に、一級の哲学的文学作品だ」と評価している。
- ユーゴスラビア史研究者の山崎信一は、「二元論に陥らず、複雑な社会で多様な人間がいたことを示している」[6]と評する。山崎は高校生の時にこの漫画に出会い、ユーゴスラビア史の研究者になったと言う[6]。
- 本作品はフランスでも出版され、当地の業界人にも評判が高いという[5][6]。フランス語の新装版に関わった翻訳者は、2023年のアングレーム国際漫画祭での受賞は、以前からのそれらの評価に加えて、ロシアのウクライナ侵攻によりヨーロッパでは戦争が身近な話題に感じられるようになったことも影響したと見ている[5][6]。浦沢直樹は受賞について「なぜ日本はこういう作品にきちんと評価を与えないんだろうと思ってしまう」とコメントしている[6]。
- 坂口自身は、自作品について多くを語らなかったが、新潮社のPR雑誌『波』（1988年10月号）に掲載された「なぜ漫画でユーゴを描いたのか」において、「5つの民族、4つの言語、3つの宗教、2つの文字、1つの国」と称されることもあるユーゴスラビアを「この世界の縮小版と言える」と語っている[5][6]。坂口は、ユーゴスラビア訪問時に作家の集会に呼ばれ、スピーチをした。残されているその時のスピーチ原稿によれば、坂口は戦争について「自然破壊を、確実にかつ強烈に、行うものであり、そしてそれは人間によって引き起こされる悪であります」「どこの国でも人間が何人か集まれば意見も異なり、けんかが始まる可能性がある」「私は、宇宙船『小さな地球』号の乗組員について、考えをめぐらしたいと思います。乗組員、すなわち我々人間は、この『小さな地球』上にあって、その存在の持続のために、精一杯の努力をすべきです」と語っている[5][6]。